# Айден (Північна Кароліна)
Айден (англ. Ayden) — місто (англ. town) в США, в окрузі Пітт штату Північна Кароліна. Населення — 4977 осіб (2020).

## Географія
Айден розташований за координатами 35°28′11″ пн. ш. 77°25′7″ зх. д. / 35.46972° пн. ш. 77.41861° зх. д. (35.469854, -77.418708).  За даними Бюро перепису населення США в 2010 році місто мало площу 9,04 км², уся площа — суходіл. В 2017 році площа становила 9,95 км², уся площа — суходіл.

## Демографія
Згідно з переписом 2010 року, у місті мешкали 4932 особи в 2129 домогосподарствах у складі 1268 родин. Густота населення становила 546 осіб/км².  Було 2373 помешкання (263/км²).
Расовий склад населення:
| - 48,3 % — чорних або афроамериканців - 48,1 % — білих - 0,6 % — корінних американців - 0,2 % — азіатів - 1,2 % — осіб інших рас |

До двох чи більше рас належало 1,6 %. Частка іспаномовних становила 2,5 % від усіх жителів.
За віковим діапазоном населення розподілялося таким чином: 23,8 % — особи молодші 18 років, 57,2 % — особи у віці 18—64 років, 19,0 % — особи у віці 65 років та старші. Медіана віку мешканця становила 40,6 року. На 100 осіб жіночої статі у місті припадало 78,3 чоловіків;  на 100 жінок у віці від 18 років та старших — 72,2 чоловіків також старших 18 років.
Середній дохід на одне домашнє господарство  становив 43 464 долари США (медіана — 28 000), а середній дохід на одну сім'ю — 55 235 доларів (медіана — 40 600). Медіана доходів становила 46 688 доларів для чоловіків та 30 250 доларів для жінок. За межею бідності перебувало 28,2 % осіб, у тому числі 37,3 % дітей у віці до 18 років та 17,6 % осіб у віці 65 років та старших.
Цивільне працевлаштоване населення становило 1855 осіб. Основні галузі зайнятості: освіта, охорона здоров'я та соціальна допомога — 35,7 %, мистецтво, розваги та відпочинок — 15,9 %, роздрібна торгівля — 10,1 %, виробництво — 8,6 %.